# Поклад нафти і газу
Поклад нафти і газу (рос. залежь газа и нефти ; англ. oil-and-gas reservoir; нім. Erdöl– und Erdgasvorkommen n) — природне локальне одиничне скупчення нафти і газу в одному або декількох сполучених між собою пластах-колекторах, що контролюються єдиним (спільним) водо-нафтовим чи газо-нафтовим контрактом (ВНК чи ГНК).

## Загальний опис
Границю між суміжними покладами (в одному і тому ж пласті чи резервуарі) проводять по зміні положення ВНК чи ГНК, фазового стану і фізико-хімічних властивостей вуглеводнів. Поклад є частиною родовища. Він є елементом нафтогазогеологічного районування територій.
Якщо скупчення вуглеводнів досить велике і рентабельне для розробки, його називають промисловим покладом нафти і газу.
Форма і розміри покладу вуглеводнів пов'язані з формою і розміром пастки. Основний параметр покладу — його запаси.
Вуглеводневі флюїди в земній корі залягають в обмеженому пористому просторі. Існування їх обумовлюється співвідношенням колекторів з непроникними породами — покришками.
Промислова характеристика покладів — форма, розміри, гіпсометричне положення контурів нафтоносності, газоносності, контактів газ-нафта-вода в різних частинах покладу, запаси вуглеводнів, початковий дебіт свердловин, пластові тиски і температури, газові фактори, коефіцієнти продуктивності та їх зміни під час пробної експлуатації свердловин та дослідно-промислової розробки родовища (покладу), для газових, газоконденсатних покладів — наявність або відсутність нафтової облямівки промислового значення, вміст конденсату, відомості про характер взаємодії свердловин і пластів, про режим покладу.
Регулювання процесу розробки родовищ (покладів) нафти і газу — впровадження заходів з удосконалення подальшої розробки родовища (покладу), спрямованих на досягнення заданих темпів видобутку вуглеводнів і забезпечення затвердженого (прийнятого) коефіцієнта вилучення нафти, газу й конденсату.
Облаштування родовища — комплекс проєктних, вишукувальних, будівельних робіт, які необхідно виконати для введення нового родовища в промислову (дослідно-промислову) розробку, або нове будівництво, розширення, реконструкція і технічне переоснащення на діючих (облаштованих) родовищах.

### Умови залягання покладів вуглеводнів

Поклад нафти і газу. Антиклінальна складка.

Нафтові і газові поклади розташовуються у верхніх частинах структур, що утворюються пористими породами, перекритими непроникними пластами, у так званих структурних пастках. Природні резервуари нафти і газу за походженням і геометрією можуть бути різними. Проста структурна пастка для вуглеводнів — антиклинальна складка.
Залежно від умов залягання і кількісного співвідношення нафти і газу поклади бувають: 1) газові; 2) газоконденсатні; 3) газонафтові (з газовою шапкою), 4) нафтові (без газової шапки з розчиненим у нафті газом). Нафта, газ і вода розподіляються в покладі відповідно до своїх густин.
Як правило, в продуктивній зоні пласта крім нафти та газу міститься й вода, яка очевидно, залишилася у нафтовій і газовій частинах пластів з часів утворення покладу. Породи нафтових і газових пластів відкладалися у водоймищах і спочатку були змочені й наповнені водою. У процесі накопичення нафта і газ не змогли повністю витіснити воду з пористого середовища. Значною мірою це пояснюється гідрофільністю більшості порід, що складають продуктивні пласти. Вода частково залишається в порах пласта у вигляді якнайтонших плівок, крапельок, а також у субкапілярних порах. Цю капілярно утриману і плівкову воду називають зв'язаною, або похороненою, залишковою, реліктовою і т. д.
Зустрічаються поклади із залишком залишкової води від 2 — 3 до 65 — 70 %, у більшості ж випадків вона займає 15 — 25 % об'єму пор породи. Вміст води збільшується з ростом глини залягання порід. Кількість зв'язаної води необхідно знати для оцінки абсолютних запасів нафти, а якість — для правильного вибору води, яку нагнітають при штучному заводнюванні нафтового пласта.
Розділ між нафтою і водою у нафтових родовищах та між газом і водою в газових є перехідною зоною від водної частини пласта до нафтової або газової. Внаслідок капілярного підйому води в порах вміст води по вертикалі поступово змінюється від 100 % у водоносній частині до залишкового водонасичення у верхніх частинах покладу. Потужність цієї перехідної зони може досягати 3 — 5 м і більше.
Так-як пористість і проникність колекторів в межах одного і того ж покладу змінюються в широких межах, вміст зв'язаної води, а також, нафто- і газонасиченість неоднакові на різних ділянках покладу. Водонасиченість і нафтонасиченість порід визначають за результатами аналізу керну з пласта при його розтині, та за геофізичними даними.
Рідини і гази в пластових умовах знаходяться під тиском. Від пластового тиску залежать запас енергії та властивості рідин і газів у пластових умовах. За пластовим тиском, разом з іншими параметрами пласта, визначають запаси газу в покладі, дебіт нафтових і газових свердловин та умови експлуатації покладів.
Початковий пластовий тиск до початку експлуатації залежить від глибини покладу. У газовому покладі пластовий тиск однаковий по всій площі або змінюється не сильно.
У нафтовому покладі при значних кутах падіння пластів пластовий тиск в різних частинах покладу неоднаковий: на крилах — максимальний, в склепінні — мінімальний (рис.). У пластових умовах на реальні тиски в покладі накладаються відповідні зміни тиску по площі, зумовлені зміною глибини залягання пласта. Тому зручніше відносити пластовий тиск у покладі до якоїсь однієї площини. Як правило за таку площину приймають рівень моря або умовну площину первинного положення водо-нафтового контакту. Тиск у пласті, віднесений до цієї умовної площини, називається приведеним.
Зміни пластового тиску реєструються при експлуатації нафтових і газових родовищ. Це дає можливість аналізувати процеси, що відбуваються в пласті. На підставі даних про динаміку зміни пластових тисків розробляються заходи для збільшення ефективності експлуатації родовища.
Із збільшенням глибини залягання пластів підвищується і температура. Відстань по вертикалі, на якій температура гірських порід закономірно підвищується на 1 0С, називається геотермічним ступенем. Середнє значення геотермічного ступеня 33 м. Для різних родовищ він може в невеликих межах змінюватись.
Властивості нафти, води і газу на поверхні сильно відрізняються від їх властивостей в пластових умовах, де вони знаходяться при порівняно високих тисках і температурах. Властивості нафти, води і газів в пластових умовах впливають на закономірності їх руху в пористому середовищі.

## Різновиди покладів нафти і газу

Рисунок — Нафтогазові поклади різного типу в гідравлічно
незамкнених (1 — 3) і замкнених (4 — 6) пастках а — нафта; б — газ; в — вода; 1 — пластові склепінчасті нафтовий і газонафтовий поклади; 2 — масивний склепінчастий газонафтовий поклад; 3 — нафтовий поклад у виступі палеорельєфу (первинного або вторинного (ерозійного); 4 — нафтовий поклад, екранований стратиграфічним неузгодженням;
5 — нафтовий поклад у пастці первинного (фаціального, літологічного) виклинювання колектора; 6 — тектонічно екранований поклад нафти.

Поклад нафти і газу перехідного стану — поклад вуглеводнів, які за своїми фізичними властивостями (в'язкість, густина) в пластових умовах близькі до критичного стану, займаючи проміжне положення між рідиною і газом.
Поклад нафти і газу пластовий — поклад нафти (газу) в резервуарі пластового типу, тобто обмеженому в покрівлі і підошві практично непроникними породами, що підпирається водою, яка заповнює більшу частину об'єму резервуара.
Поклад нафти і газу пластовий екранований — пластовий поклад, утворений в умовах, коли просування нафти (газу) по підняттю пласта зупинено екраном (тобто поверхнею глин або інших малопроникних порід), які виникли внаслідок тектонічного порушення, стратиграфічної неузгодженості, виклинювання пласта-колектора або погіршення його колекторських властивостей.
Поклад нафти і газу пластовий літологічно екранований — пластовий поклад, утворений внаслідок виклинювання пласта-колектора або погіршення його колекторських властивостей вверх по підняттю (різновид пластових екранованих покладів).
Поклад нафти і газу пластовий склепінний — поклад, приурочений до резервуара, який має пластовий характер на всій продуктивній площі і зігнутий у формі склепіння.
Поклад нафти і газу пластовий стратиграфічний екранований — пластовий поклад, обмежений непроникними породами по поверхні стратиграфічної неузгодженості (різновид пластових екранованих покладів).
Поклад нафти і газу пластовий тектонічно екранований — поклад в пласті, обмеженому зверху по його нахилу розривом, який призводить пласт до зіткнення зі слабкопроникними породами (різновид пластових екранових покладів нафти).
Поклад нафти і газу у біотермному виступі масивний — поклад, пов'язаний з вершиною рифового масиву, перекритого малопроникними породами. Син. — рифовий поклад.
Поклад нафти і газу у структурному виступі масивний — поклад у виступі порід тектонічного походження, утворений або антиклінальним згином пластів, або великими диз'юнктивними порушеннями.
Поклади (нафти, газу) екрановані — поклади, утворення яких зумовлено наявністю пасток екранованого типу (див. пастка нафти і газу). Екранами є малопроникні породи: глини, солі, інтрузивні та інші породи. Екранування виникає внаслідок диз'юнктивного тектонічного порушення, незгідного стратиграфічного перекриття пласта-колектора або різкої зміни літологічних відмін породи. Різновидами екранованих покладів є дашкові поклади та рукавоподібні (шнуркові). До екранованих покладів відносять також нафтові поклади, «запечатані» продуктами окиснення нафти — мальтами, асфальтами і ін.
За фазовим співвідношенням нафти і газу:
- Нафтові, що містять тільки нафту, насичену в різному ступені газом;
- Газонафтові, в яких основна частина покладу нафтова, а газова шапка не перевищує за обсягом умовного палива нафтову частину покладу;
- Нафтогазові, до яких належать газові поклади з нафтовою облямівкою, в якій нафтова частина становить за обсягом умовного палива менше 50 %;
- Газові, що містять тільки газ;
- Газоконденсатні, що містять газ з конденсатом;
- Нафтогазоконденсатні, що містять нафту, газ і конденсат.

За складністю геологічної будови :
- Простої будови  — однофазні поклади, пов'язані з непорушеними або слабопорушеними структурами, продуктивні пласти характеризуються витриманістю товщини і колекторських властивостей по площі і розрізу;
- Складної будови  — одно- і двофазні поклади, які характеризуються нестриманістю товщини і колекторських властивостей продуктивних пластів по площі і розрізу або наявністю літологічних заміщень колекторів непроникними породами або тектонічних порушень;
- Дуже складної будови  — одно- і двофазні поклади, які характеризуються як наявністю літологічних заміщень або тектонічних порушень, так і невитриманістю товщини і колекторських властивостей продуктивних пластів, а також поклади складної будови з важкими нафтами.

## Колекторські властивості теригенних (уламкових) гірських порід
Пористе середовище пласта в якому знаходяться вуглеводні, характеризується колекторськими властивостями, з урахуванням яких, поряд із запасами нафти і газу, визначають промислову цінність покладу та продуктивність свердловин. Основні колекторські властивості — гранулометричний склад, пористість, проникність, питома поверхня, стисливість пор породи при зміні тиску.
Гранулометричний склад (ГС) — вміст у гірській породі зерен різних розмірів виражений у відсотках (%) від маси або кількості зерен досліджуваного зразка. Гранулометричний склад визначають лише в сипучих і слабкозцементованих породах за допомогою ситового і седиментаційного аналізу. Відмита від нафти і висушена порода розподіляється за розмірами з допомогою набору сит. Найдрібніша фракція (з d ≤ 0,05 мм) розділяється за допомогою седиментації в рідині. Швидкість осадження частинок, яка залежить від їх розміру, можна визначити за формулою Стокса та іншими методами.
Нафтогазові колектори складаються переважно частками, розмір яких становить десяті долі міліметра. Гранулометричний склад дозволяє розуміти деякі умовах генезису порід у період їх виникнення. Наприклад, в прибережній зоні стародавнього водоймища відкладалися більші частки, ніж у більш віддалених. Гранулометричний склад пісків використовують при розрахунку промивок піщаних пробок, при виборі фільтрів для боротьби з надходженням піску в свердловини з рихлих пластів.
Наявність порожнин (пор) у гірській породі вимірюють коефіцієнтом пористості. Коефіцієнт пористості визначає величину запасів нафти (газу) в продуктивному пласті.
Коефіцієнт пористості — відношення об'єму пор Vпор в породі до її об'єму V:
m = Vпор⁄V
В нафтових і газових колекторах пористість пісків коливається в межах 0,2 — 0,25, а пісковиків — від 0,1 до 0,3. Промислові притоки газу одержані з колекторів з пористістю меншою 0,05.
В залежності від форм порожнинного простору гірської породи виділяють такі різновиди пористості:
- Загальна (фізична, або абсолютна) — характеризує сумарний об'єм закритих та відкритих пор зразка гірської породи.
- Відкрита — характеризує об'єм пор, які сполучаються між собою, і через які можливий рух флюїду. Відкрита пористість менша від загальної на величину об'єму ізольованих пор.
- Закрита — характеризує об'єм ізольованих пор, які можуть сполучатися, або не сполучатися між собою.
- Ефективна — характеризує частину об'єму, яка зайнята рухомим флюїдом (нафтою, газом) при повному насиченні порового простору цим флюїдом. Ефективна пористість менша відкритої на об'єм зв'язаних (залишкових) флюїдів.
- Проникність порід — властивість фільтрувати рідини і гази при перепаді тиску.
- Абсолютною називається проникність при фільтрації через породу однієї якої-небудь рідини (нафти, води) або газу при повному насиченні пор цією рідиною або газом. Абсолютна проникність визначається за повітрям (азотом) або газом, щоб уникнути впливу рідин на структуру порового простору. В природних умовах пори, як правило, насичені двома або трьома компонентами (фазами) одночасно (нафта — газ, вода — газ або вода — нафта — газ).
- Фазовою або ефективною називається проникність, визначена для якогось одного із компонентів при наявності в порах інших компонентів.
- Відношення фазової проникності до абсолютної називається відносною проникністю.
- Абсолютну і фазову проникність кернів гірських порід визначають за законом Дарсі, згідно з яким швидкість фільтрації рідин і газів у пористому середовищі при плоско-паралельному потоці пропорційна перепаду тисків і обернено пропорційна динамічній в'язкості:

v=Q/F=k/μ (p1-p2)/L,
де v — швидкість лінійної фільтрації; Q — об'ємні витрати рідини через породу; F — площа фільтрації (площа перерізу зразка породи); k — коефіцієнт пропорційності (коефіцієнт пропорційності породи); µ — динамічна в'язкість фази, що фільтрується; р1 і р2 — тиск на вході і, відповідно, на виході із зразка породи довжиною L.
Характерною особливістю колекторів нафти і газу є високий ступінь змін їх властивостей по площі залягання та по глибині залягання порід.
- Питома поверхня — відношення загальної поверхні відкритих порових каналів до об'єму породи.

Наближено питома поверхня визначається за гранулометричним складом, за проникністю і пористістю порід з використанням формул типу Козена-Кармана.

## Колекторські властивості карбонатних (тріщинуватих) порід
Тріщинуватість характерна для колекторів усіх типів. Але більшість покладів пов'язаних з тріщинуватими колекторами, приурочені до карбонатних відкладень. Їх поровий простір складається з міжзернового об'єму блоків (матриць), на які пласт розбитий тріщинами, і об'ємів самих тріщин, мікрокарстових пустот і каверн. Часто поровий простір тріщинуватого колектора розглядається як система двох його видів — міжзернового порового простору блоків і систем тріщин, вкладених одна і іншу. Тому крім колекторських властивостей порід блоків (матриць) тріщинуваті породи характеризуються також параметрами, які визначають властивості тріщинного простору. До них належать тріщинна пустотність і проникність, густота, щільність і розкритість тріщин.
Ступінь тріщинуватості гірської породи характеризується об'ємною Т і поверхневою Р щільністю тріщин та їх густотою Г:
Т= S⁄V; Р= l⁄F; Г= ∆n⁄∆L,
де S — площа половини поверхні усіх стінок тріщин, що пересікають об'єм V породи; l — сумарна довжина слідів усіх тріщин, що виходять на поверхню площею F; Δn — число тріщин, що пересікають нормаль до поверхні тріщин, в елементі довжини ΔL цієї нормалі.
Тріщинна пустотність (тріщинна пористість) mт — відношення об'єму тріщин до об'єму породи
mт=bT,
де b — розкритість тріщин (середньостатистична відстань між стінками тріщин).

## Покришка покладу
Див. Покришка покладу
Покришка покладу (рос. покрышка залежи, англ. rock cap, pool cap, pool rock, нім. Deckgebirge n der Lagerstätte, Permeabilitätsschranke f, impermeabler Schirm m) — для покладів нафти та газу — комплекс порід (або порода) з низькими зна-ченнями проникності, які перекривають продуктивний колектор і перешкоджають руйнуванню покладу.